# Popova Luka
Popova Luka falu Horvátországban, Dubrovnik-Neretva megyében. Közigazgatásilag Janjinához tartozik.

## Fekvése
Makarskától légvonalban 53 km-re délkeletre, Dubrovnik városától légvonalban 61, közúton 85 km-re északnyugatra, községközpontjától 1,5 km-re délre, a Pelješac-félsziget középső részén fekszik.

## Története
A régészeti leletek tanúsága szerint Popova Luka területén már az ókorban is éltek emberek. Az itt élt első ismert nép az illírek voltak, akik magaslatokon épített erődített településeken éltek és kövekből rakott halomsírokba temetkeztek. Több halomsírjuk is található a község területén, köztük tíz Popova Luka területén is. Az illírek i. e. 30-ig uralták a térséget, amikor Octavianus hadai végső győzelmet arattak felettük. A római légionáriusok a félsziget több pontján letelepedtek magukkal hozva kultúrájukat, életmódjukat, szokásaikat. A római villagazdaságokban nagy mennyiségű gabonát, olívaolajat, bort, sózott halat és más élelmiszert állítottak elő, melyekkel élénk kereskedelmet folytattak. Ezek a tágas, kényelmesen berendezett épületek központi fűtéssel, díszes mozaikpadlóval, luxustárgyakkal rendelkeztek. Római villagazdaság maradványai találhatók Popova Luka határában Mirinén is. A Római Birodalom bukása után Dalmácia a gótok, majd a Bizánci Birodalom uralma alá került.
A horvátok ősei a 7. században érkeztek erre a vidékre. A 14. század-ban a Pelješac-félsziget a Raguzai Köztársaság része lett, mely 1333-ban vásárolta meg Kotromanić István bosnyák bántól. Ezután egészen a  18. század végéig a Raguzai Köztársasághoz tartozott. A mai Drače kis halászfaluként keletkezett, területe Janjinához tartozott. 1806-ban a térség a Raguzai Köztársaságot legyőző franciák uralma alá került, de Napóleon bukása után 1815-ben a berlini kongresszus a Habsburgoknak ítélte. 1857-ben 201, 1910-ben 172 lakosa volt. 1918-ban az új szerb-horvát-szlovén állam, majd később Jugoszlávia része lett. A II. világháború után lakosságának száma a kivándorlás miatt folyamatosan csökken. 1991-től a független Horvátországhoz tartozik. 1997-ben leválasztották Ston községről és az 1997. május 13-án megalakult Janjina község része lett. 2011-ben a településnek 27 lakosa volt.

## Népesség

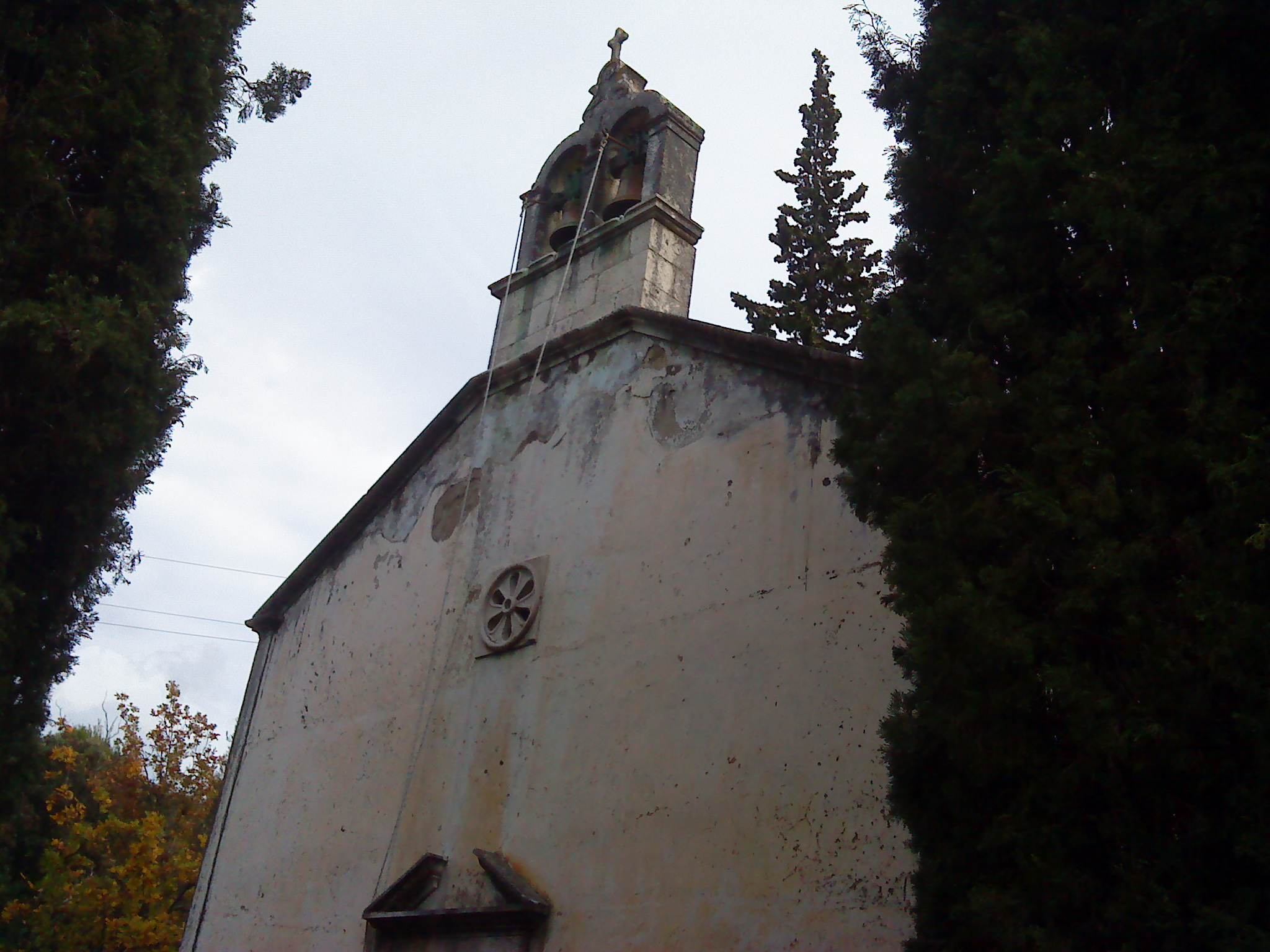
A Szentháromság templom homlokzata

| Lakosság változása | Lakosság változása | Lakosság változása | Lakosság változása | Lakosság változása | Lakosság változása | Lakosság változása | Lakosság változása | Lakosság változása | Lakosság változása | Lakosság változása | Lakosság változása | Lakosság változása | Lakosság változása | Lakosság változása | Lakosság változása |
| ------------------ | ------------------ | ------------------ | ------------------ | ------------------ | ------------------ | ------------------ | ------------------ | ------------------ | ------------------ | ------------------ | ------------------ | ------------------ | ------------------ | ------------------ | ------------------ |
| 1857               | 1869               | 1880               | 1890               | 1900               | 1910               | 1921               | 1931               | 1948               | 1953               | 1961               | 1971               | 1981               | 1991               | 2001               | 2011               |
| 201                | 188                | 167                | 176                | 204                | 172                | 178                | 140                | 102                | 105                | 92                 | 73                 | 72                 | 56                 | 40                 | 27                 |

## Nevezetességei
- A Szentháromság tiszteletére szentelt templom 1892-ben épült a régebbi, kis templom helyén.
- A Szent György templom maradványai, mellette régi temetővel.

## Gazdaság
A lakosság fő bevételi forrása a turizmus, a halászat és a mezőgazdaság.